# Méolans-Revel
Méolans-Revel település Franciaországban, Alpes-de-Haute-Provence megyében. Lakosainak száma 323 fő (2022. január 1.). Méolans-Revel Allos, Le Lauzet-Ubaye, Prads-Haute-Bléone, Seyne, Les Thuiles, Uvernet-Fours, Le Vernet, Crots és Les Orres községekkel határos.

## Népesség
A település népességének változása:
| Lakosok száma | 173  | 224  | 227  | 320  | 334  | 337  | 339  | 329  | 324  | 323  |
|               | 1968 | 1982 | 1990 | 2006 | 2013 | 2015 | 2017 | 2019 | 2020 | 2022 |